# Ann Brashares

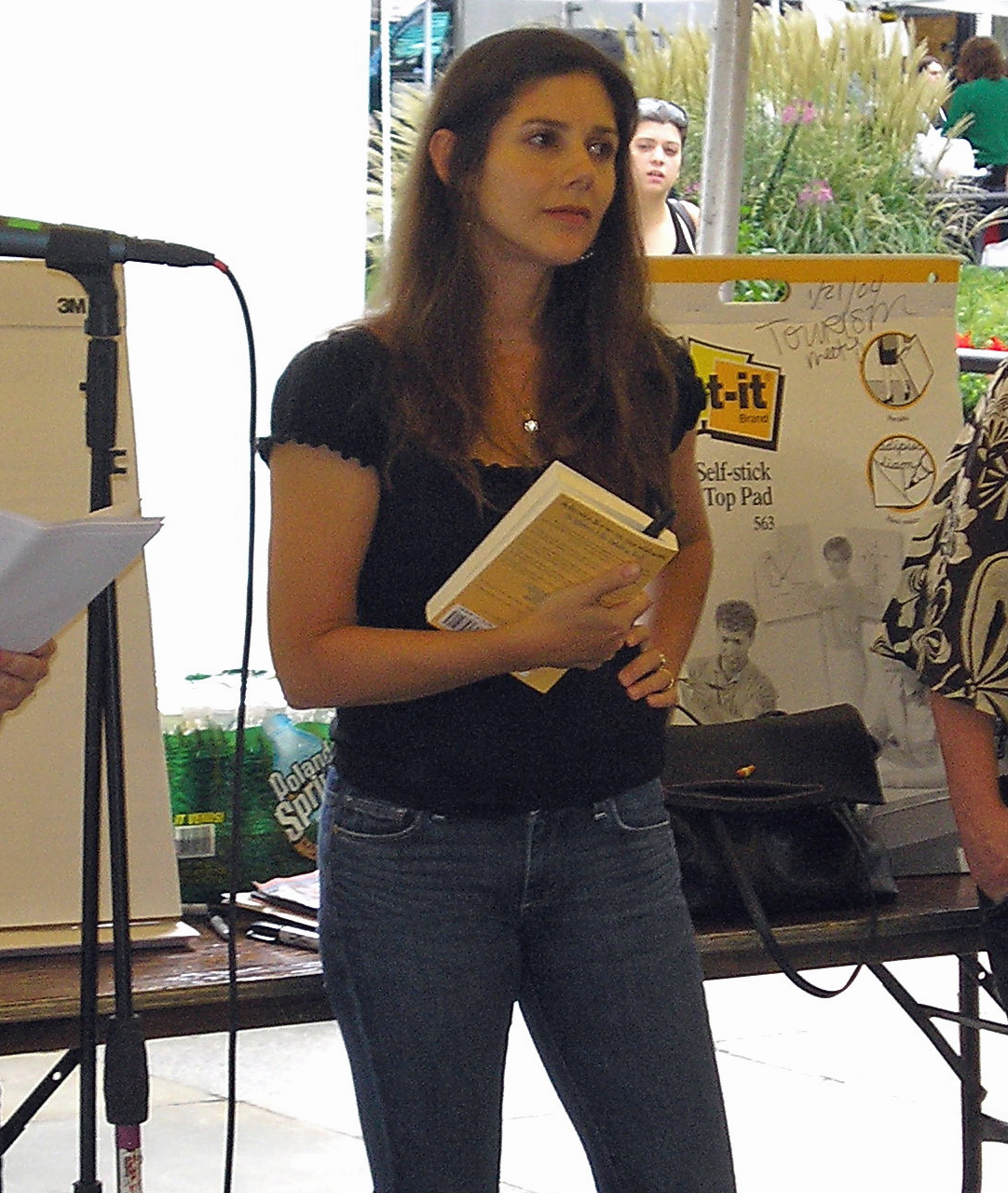
Ann Brashares (2006)

Ann Brashares (* 30. Juli 1967 in Alexandria, Virginia) ist eine US-amerikanische Jugendschriftstellerin. Sie ist als Autorin der "Eine-für-4"-Buchreihe bekannt. Auf Grundlage dieser entstanden die beiden Spielfilme Eine für 4 (2005) und Eine für 4 – Unterwegs in Sachen Liebe (2008).

## Leben
Ann Brashares wuchs in Chevy Chase in Maryland auf. Als Kind besuchte sie die Sidwell Friends School in Washington, D.C.
Nach dem Philosophie-Studium am Barnard College arbeitete sie als Editor. Nach einigen erfolgreichen Jahren als Herausgeberin von Kinderbüchern begann sie eigene Bücher zu schreiben. Ihr erster Roman Eine für 4 wurde 2003 veröffentlicht und auf Anhieb ein weltweiter Bestseller, weitere Titel folgten. Das fünfte und letzte Buch Für immer und ewig erschien im März 2012. Ann Brashares schrieb zudem einen Roman für Erwachsene, Unser letzter Sommer (von mir und dir), welcher im Jahr 2007 erschien.
Sie lebt mit ihrem Mann, dem Künstler Jacob Collins, und ihren drei Kindern in New York City.
Ann Brashares schreibt hauptsächlich für junge Erwachsene. Außer mit den Eine-für-4-Büchern hat sie zwei Titel zu ihrer Werkliste von „non-fiction“-Büchern, und ihr erster erwachsener Roman wurde 2007 veröffentlicht.

## Werke
- Original: Linus Torvalds, Software Rebel (2001)
- Original: Steve Jobs Thinks Different (2001)
- Eine Hose für vier (2001)   Original: The Sisterhood of the Traveling Pants
- Eine Hose für vier, Der zweite Sommer (2003)   Original: The Second Summer of the Sisterhood
- Eine Hose für vier, Aller guten Dinge sind Drei (2005)   Original: Girls in Pants: The Third Summer of the Sisterhood
- Original: Keep in touch: Letters, Notes, and more of the Sisterhood of the Travelling Pants (2005)
- Eine Hose für vier, Vier gewinnt (2007)   Original: Forever in Blue. The Fourth Summer of the Sisterhood
- Unser letzter Sommer (2008)   Original: The Last Summer (of You & Me)
- Summer Sisters (2009)   Original: Summer Sisters
- So nah und doch so fern (2013), Original: My name is Memory (2010, ISBN 978-1-59448-531-2, Riverhead Books)
- Eine Hose für vier, Für immer und ewig (2012)   Original: "Sisterhood Everlasting"